# 安娜-露西亞·科特斯
安娜-露西亞·科特斯（Ana-Lucía Cortez）是ABC電視連續劇《迷失》裏的一位虛構角色，由米歇爾·羅德里格斯飾演。她是海洋航空815航班的生還者之一，並是帶領機尾生還者和機頭生還者重逢的人。此角色首次出現是於第一季結局傑克的回憶中。

## 虛構角色的生平

### 墜機前
安娜-露西亞曾是洛杉磯警署的警官。她和她的上司（同時也是她的媽媽）有些不和，但是她並沒有特別的照顧，而是正常地和大家一起工作。她有一個名為丹尼的男朋友，而且後來懷孕了，但是在一次burglary scene中被槍擊而流產。他在接下來的幾個月裏接受物理和心理治療，這時丹尼離開了她。安娜-露西亞回到了警隊裏，不過在當值期間卻被發現有不穩定的行動。後來在那次burglary射死她孩子的人被拘捕而且認錯了，她卻不肯指認他。犯人被釋放後，在一家酒吧外面安娜-露西亞把他一槍射死了。
安娜-露西亞離開了警隊，找到了一份在機場做保安的工作。她在機場酒吧裏遇到了克里斯蒂安·謝潑德醫生，克里斯蒂安請她做他的保鏢，並一同前往澳洲悉尼。他們也各自為大家起了假名：“湯姆”和“薩拉”。到了悉尼，安娜-露西亞在克里斯蒂安去見一個女人並要求見到自己的女兒克萊爾·李特頓時和克里斯蒂安發生了爭執。她不久後嘗試説服克里斯蒂安回到美國，克里斯蒂安不肯，從此他倆便沒再見面。
安娜-露西亞買了一張海洋航空815航班機票前往洛杉磯。登機前，她致電母親，向她道了歉並說自己想回家。她在機場裏的酒吧結識到了傑克·謝潑德，卻不知道他就是克里斯蒂安的兒子。他們約好了再飛行途中一起喝一杯酒，而安娜-露西亞的座位是在機艙的尾部——42F座位。

### 墜機後
和飛機斷裂的尾部一同掉進海裏後，安娜-露西亞盡力救助任何有需要的人，包括幫掛在樹枝上的柏納·納德勒下來。當晚，這些生還者便被“其他人”襲擊。安娜-露西亞結識了古德溫和莉比，而他们也经常找她出主意。幾個晚上後，“其他人”又來了，再綁架走9個人。安娜-露西亞殺死了其中一個人，才發現他們拿著一張描述受害者生平的列表。由於懷疑彌敦就是叛徒，她把所有人都向内陸遷移，同時挖了一個洞，把彌敦困在裏面，直到他認錯。有一次他突然不見了，於是一小隊人再向内陸走，發現了Arrow工作站。安娜-露西亞和Goodwin爬到了一座小丘頂，才知道古德溫才是真正的叛徒。一番搏鬥後，她用削尖的木杖刺穿古德溫的身體。（值得一提的是，班千方百計使茱莉葉相信，安娜-露西亞當時正和茱莉葉的愛人Goodwin發生男女關係。）
她回到了大隊並說大家都安全。莉比和Cindy發現了被沖上岸的真秀，因此把他帶到了安娜-露西亞那裏。真秀逃脫了，而安娜-露西亞卻跟著他。後來她又把真秀、麥可和索耶困在一個地洞裏，她自己也進去了，並得知他們三個是飛機前部的生還者。她放走了他們三個人，並決定遷移到他們的營地那裏。她偶然和索耶鬥嘴，也多次想把他甩掉。
然而，快要到達海灘的時候，Cindy不見了，大家聽到了奇怪的細語聲。爲了自衛，安娜-露西亞意外地開槍射死了香農，因爲她以爲香農是“其他人”的一分子。由於罪惡感，她綁起了和香農同行的薩伊德·賈拉，也不讓任何人繼續前進。最後，經過莉比的勸導，安娜-露西亞放走了大家。她bonds with傑克，特別是在追麥可回來後。傑克問她如何建立一隊軍隊。後來，緊接著對善華失敗的綁架，安娜-露西亞被大家責怪，又同時被摻進了自己、傑克、洛克和凱特之間的矛盾中。但是，實際上這次綁架只是索耶爲了取得武器看管權的一場騙局。接著，洛克請安娜-露西亞到艙口裏審問“亨利·蓋爾”，以套取前往亨利墜毀的熱氣球的地圖。她帶著薩伊德和查理尋找，最後發現了那個熱氣球，旁邊還有亨利描述的墳墓。回來後，他們告訴大家亨利不能被信任。
不久後，安娜-露西亞嘗試再和亨利對話，卻被掐著脖子，更差一點被殺，幸好洛克救出了她。爲了報復，她勾引索耶並且偷了他的槍。她回到艙口裏準備殺死亨利，但她沒有這個勇氣。安娜-露西亞把槍交給了麥可，麥可卻一槍射死了她，由於胸部中槍，她即時身亡。安娜-露西亞死後，她出現在伊高先生的夢裏，指示伊高先生要幫幫洛克。她和同時被麥可射死的莉比一起在第二天下葬。
很久以後，傑克在被“其他人”關起來的時候，Cindy來探望他，並且問道安娜-露西亞，這時傑克既憤怒又悲傷地大喊大叫，趕走了她。
在第四季的第一集結束的開始裏，安娜-露西亞警隊中的舊拍檔麥克問赫利有沒有見過她，而赫利回答沒有。

## 角色備註

### 名字
她的名字在Official ABC Lost website上被列爲“安娜·露西亞”，並兩次被列爲“安娜-露西亞”。 兩種寫法皆可接受，並沒有一個被公認，因爲她的名字沒有在電視裏出過鏡。

### 其他表现
在阿凡達中出演女机师楚蒂·查肯（Trudy Chacón）。